# Hannu Takkula
Hannu Takkula (født 20. november 1963) er siden 2004 finsk medlem af Europa-Parlamentet, valgt for Centerpartiet (Finland) (indgår i parlamentsgruppen ALDE).